# Alfred Holder
Alfred Theophil Holder, född den 4 april 1840 i Wien, död den 12 januari 1916 i Karlsruhe, var en tysk filolog.
Holder, som var överbibliotekarie vid storhertigliga hov- och riksbiblioteket i Karlsruhe, var verksam som utgivare av handskrifter och äldre texter, som Horatius, Tacitus, Jordanes, Beda venerabilis, Saxo Grammaticus, Beowulf med flera.